# Episodi di The Bear (prima stagione)
La prima stagione della serie televisiva The Bear, composta da otto episodi, è stata distribuita interamente sulla piattaforma di streaming Hulu negli Stati Uniti il 23 giugno 2022.
In Italia, la stagione è stata distribuita interamente su Disney+ il 5 ottobre 2022.

Logo della serie televisiva

| n. | Titolo originale | Titolo italiano     | Pubblicazione USA | Pubblicazione Italia |
| -- | ---------------- | ------------------- | ----------------- | -------------------- |
| 1  | System           | Cambio di programma | 23 giugno 2022    | 5 ottobre 2022       |
| 2  | Hands            | L'ispezione         | 23 giugno 2022    | 5 ottobre 2022       |
| 3  | Brigade          | La brigata          | 23 giugno 2022    | 5 ottobre 2022       |
| 4  | Dogs             | La festa            | 23 giugno 2022    | 5 ottobre 2022       |
| 5  | Sheridan         | Sheridan            | 23 giugno 2022    | 5 ottobre 2022       |
| 6  | Ceres            | Ceres               | 23 giugno 2022    | 5 ottobre 2022       |
| 7  | Review           | La recensione       | 23 giugno 2022    | 5 ottobre 2022       |
| 8  | Braciole         | Braciole            | 23 giugno 2022    | 5 ottobre 2022       |

## Cambio di programma
- Titolo originale: System
- Diretto da: Christopher Storer
- Scritto da: Christopher Storer

### Trama
Nell'estate del 2022, lo chef Carmen "Carmy" Berzatto, vincitore del James Beard Award, torna a casa a Chicago per gestire il The Original Beef of Chicagoland, un ristorante in rovina nel quartiere di River North di proprietà del fratello Michael, recentemente morto suicida. Il migliore amico del fratello, Richie Jerimovich, e il personale ostinato resistono agli sforzi di Carmy per modernizzare il ristorante. Carmy assume la chef Sydney Adamu, originaria di Chicago e diplomata al Culinary Institute of America, che vuole aiutarlo a sistemare il ristorante perché era il preferito di suo padre.
- Guest star: Matty Matheson (Neil Fak), Edwin Lee Gibson (Ebraheim), Corey Hendrix (Gary Woods).

## L'ispezione
- Titolo originale: Hands
- Diretto da: Christopher Storer
- Scritto da: Christopher Storer

### Trama
In un flashback, Carmy lavora in un ristorante di alta cucina a New York City dove il suo capo lo abusa verbalmente. Nel presente, Carmy tenta di rinnovare il menu mentre affronta la continua resistenza dei membri del personale che non gli mostrano rispetto. Sua sorella, Natalie "Sugar" Berzatto, cerca di aiutare ma fatica a connettersi con lui. Dopo che un ispettore sanitario scopre molteplici problemi di sicurezza e igiene, il ristorante riceve una valutazione di "C". Carmy scopre quanto male è stato gestito il ristorante e che suo fratello doveva $300.000 al loro amico di famiglia, Jimmy (chiamato "Zio Cicero"). Cicero offre di comprare il ristorante da Carmy, che rifiuta l'offerta ma promette di rimborsare il prestito del fratello. Sydney vuole essere pagata come una vera sous-chef. Richie rivela a Sydney che Michael non avrebbe permesso a Carmy di lavorare nel ristorante quando era più giovane e che si è sparato in testa quattro mesi prima.
- Guest star: Matty Matheson (Neil Fak), Edwin Lee Gibson (Ebraheim), Oliver Platt (Jimmy "Cicero" Kalinowski), Chris Witaske (Pete), Amy Morton (Nancy Chore), Joel McHale (David Fields), Corey Hendrix (Gary Woods).

## La brigata
- Titolo originale: Brigade
- Diretto da: Joanna Calo
- Scritto da: Christopher Storer

### Trama
Carmy partecipa a una riunione di Alcolisti Anonimi nel tentativo di comprendere meglio le difficoltà del fratello con la dipendenza. Al ristorante, introduce una cucina in stile brigata e si affida a Sydney, impreparata e sempre più frustrata, per gestirla. Dopo alcuni fallimenti iniziali, il personale inizia a connettersi con i loro nuovi ruoli – in particolare Marcus, il panettiere appassionato. Sydney affronta Carmy per essere stato assente per la maggior parte della giornata e per non aver ascoltato le sue riserve riguardo la nuova gerarchia. Carmy concorda che devono collaborare e ascoltarsi a vicenda se vogliono che l'attività abbia successo.
- Guest star: Edwin Lee Gibson (Ebraheim), Molly Ringwald (leader degli alcolisti anonimi), Joel McHale (David Fields), Corey Hendrix (Gary Woods).

## La festa
- Titolo originale: Dogs
- Diretto da: Christopher Storer
- Scritto da: Sofya Levitsky-Weitz

### Trama
Carmy e Richie si occupano del catering per una festa di compleanno per bambini organizzata da Cicero. Carmy prepara una bevanda Ecto Cooler fatta in casa, che viene accidentalmente mischiata con lo Xanax di Richie, causando l'addormentamento dei bambini nel giardino. Quando Carmy informa Cicero dello Xanax, Cicero risponde che in realtà non gli dispiace la tranquillità. Nel frattempo, Sydney si scontra ma alla fine crea un legame con il personale del ristorante e inizia a guadagnarsi il loro rispetto. Marcus diventa appassionato del suo nuovo programma di torte al cioccolato.
- Guest star: Matty Matheson (Neil Fak), Edwin Lee Gibson (Ebraheim), Oliver Platt (Jimmy "Cicero" Kalinowski), Chris Witaske (Pete), Corey Hendrix (Gary Woods), Carmen Christopher (Chester).

## Sheridan
- Titolo originale: Sheridan
- Diretto da: Joanna Calo
- Scritto da: Karen Joseph Adcock

### Trama
Per aumentare i profitti, Carmy e Sydney decidono di creare un nuovo menu per la cena. Mentre si preparano ad aprire per il pranzo, un gabinetto si intasa. Carmy chiama Fak, l'amico di Richie, per ripararlo. Fak desidera diventare un dipendente, ma il suo colloquio informale con Richie culmina in una rissa che Carmy interrompe. Fak rivela che Richie ha venduto cocaina nel vicolo dietro al ristorante; Richie spiega che questo ha aiutato l'attività a sopravvivere durante la pandemia di COVID-19, ma accetta di smettere. Marcus sperimenta con la fermentazione, ma trascura i suoi compiti di panificazione. Nel tentativo di recuperare, sovraccarica l'impastatrice e fa saltare un fusibile. Con l'interruzione di corrente, la squadra si affanna per salvare i prodotti deperibili. Quando Fak informa Carmy che sostituire un condensatore danneggiato costerà oltre $5.000, Carmy chiede a Richie di ottenere il denaro vendendo cocaina un'ultima volta. Sydney salva la situazione organizzando un servizio di pranzo all'aperto usando una griglia improvvisata, riflettendo sul fallimento della sua attività di catering.

## Ceres
- Titolo originale: Ceres
- Diretto da: Joanna Calo
- Scritto da: Catherine Schetina e Rene Gube

### Trama
Sydney sviluppa un risotto per il prossimo menu della cena, ma Carmy lo rifiuta; Sydney lo serve comunque a un cliente. Natalie arriva al ristorante per occuparsi delle tasse non pagate e lei e Carmy cercano i documenti mancanti. Marcus continua a lavorare duramente per sviluppare ciambelle ma si trova indietro con il lavoro del ristorante. Le finestre del ristorante vengono colpite da proiettili vaganti e Richie chiede ai gangster locali di scoprire chi sia stato. Più tardi, i gangster iniziano una rissa che Sydney interrompe offrendo loro degli avanzi; Richie si sente emarginato e inutile a causa del successo di Sydney e chiama la polizia sui gangster.

## La recensione
- Titolo originale: Review
- Diretto da: Christopher Storer
- Scritto da: Joanna Calo

### Trama
Ebraheim legge ad alta voce una recensione molto positiva del ristorante, che menziona in particolare il risotto che Sydney ha servito (inconsapevolmente) a un critico gastronomico. Il figlio di Tina viene sospeso da scuola e lei lo porta al ristorante per imparare le abilità culinarie. Poco prima dell'ora di punta del pranzo, il team scopre che Sydney ha lasciato attiva l'opzione di preordine sul loro nuovo servizio di asporto informatizzato, generando più ordini di quanti ne possano gestire. Carmy si arrabbia con Sydney e Marcus. Sydney, nella confusione, accoltella accidentalmente Richie e annuncia le sue dimissioni immediate mentre Carmy inizia a deteriorarsi mentalmente.

## Braciole
- Titolo originale: Braciole
- Diretto da: Christopher Storer
- Scritto da: Christopher Storer e Joanna Calo

### Trama
Carmy partecipa a una riunione di Alcolisti Anonimi e condivide che ha iniziato a lavorare nel settore della ristorazione perché suo fratello non gli permetteva di lavorare al The Beef. Sydney e Marcus si incontrano a casa sua e discutono del loro futuro dopo aver entrambi lasciato il lavoro a causa dello scatto d'ira di Carmy. The Beef ospita una festa di addio al celibato, durante la quale scoppia una rissa e Richie viene arrestato per aver quasi ucciso un ospite. L'uomo si riprende e Richie viene accusato di aggressione aggravata. Marcus torna al lavoro e Carmy si scusa. Carmy inavvertitamente provoca un incendio sul fornello e non prende alcuna iniziativa; gli altri chef lo spengono. Richie consegna a Carmy una lettera lasciata da Michael, che include una ricetta per gli spaghetti con l'indicazione di usare lattine di pomodori più piccole perché hanno un sapore migliore. Carmy apre una delle lattine e trova banconote da cento dollari nascoste all'interno; chiudono il ristorante per la giornata, aprono tutte le lattine e trovano altro denaro nascosto. Sydney ritorna dopo che Carmy le manda un messaggio di scuse e suggerimenti per migliorare il suo risotto. Carmy appende un cartello annunciando che il The Beef è chiuso e che presto aprirà un nuovo ristorante chiamato The Bear.